# Lilo (Linux)

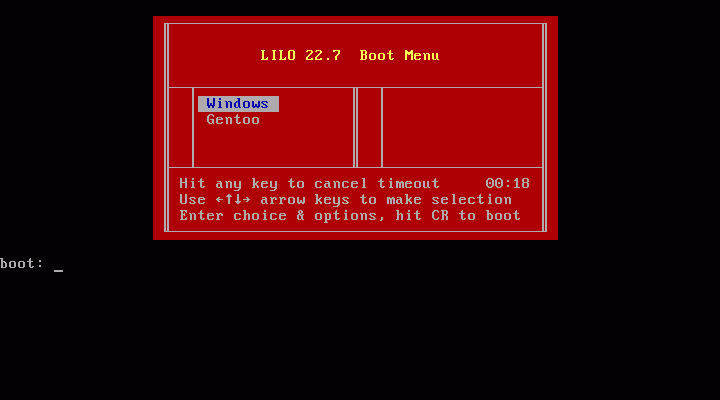

Lilo ("Linux Loader") fue un gestor de arranque que permite elegir, entre sistemas operativos Linux y otras plataformas, con cual se ha de trabajar al momento de iniciar un equipo con más de un sistema operativo disponible. Fue desarrollado inicialmente por Werner Almesberger en 1992, estuvo al cargo de John Coffman entre 1992 y 2007, y desde 2010 está bajo la responsabilidad de Joachim Wiedorn.
LILO funciona en una variedad de sistemas de archivos y puede arrancar un sistema operativo desde el disco duro o desde un disco flexible externo. LILO permite seleccionar entre 16 imágenes en el arranque. LILO puede instalarse también en el master boot record (MBR).

Al iniciar el sistema LILO solamente puede acceder a los drivers de la BIOS para acceder al disco duro. Por esta razón en BIOS antiguas el área de acceso está limitado a los cilindros numerados de 0 a 1023 de los dos primeros discos duros. En BIOS posteriores LILO puede utilizar sistemas de acceso de 32 bits permitiéndole acceder a toda el área del disco duro.
En las primeras distribuciones de Linux, LILO era el gestor de facto utilizado para arrancar el sistema. En la actualidad es una segunda opción en favor del gestor de arranque GRUB.